# Analiza wstępująca
Analiza wstępująca (ang. bottom-up parsing) – ogólna metoda analizy składniowej, w której zaczyna się od słowa wejściowego i próbuje się zredukować je do symbolu startowego. Drzewo wyprowadzenia jest konstruowane od liści do korzenia (stąd nazwa). W każdym momencie w trakcie tego procesu mamy formę zdaniową, która zawiera segment, powstały w ostatnim kroku wyprowadzenia. Segment ten (nazywany uchwytem (ang. handle) jest prawą stroną produkcji i powinien zostać w tym kroku zredukowany do jej lewej strony, w wyniku czego powstanie poprzednia forma zdaniowa z wyprowadzenia. Główna trudność w analizie wstępującej polega właśnie na odpowiednim znajdywaniu uchwytów.
Analiza wstępująca może przebiegać w określonym kierunku (np. od lewej do prawej), lub w sposób bezkierunkowy, wtedy analizowane jest całe słowo naraz.
Jednym z bardziej znanych przedstawicieli metody bezkierunkowej jest algorytm CYK.
Do metod kierunkowych zalicza się między innymi parsery shift-reduce, czyli LR, LALR, SLR, BC, pierwszeństwa.